# Alfred Hofer
Alfred Hofer (* 26. Mai 1945; † 25. April 2020) war ein österreichischer Badmintonspieler.

## Karriere
Alfred Hofer gewann 1971 seinen ersten nationalen Titel in Österreich, wobei er im Doppel mit seinem Bruder Dieter erfolgreich war. 1972 siegte er im  Herreneinzel, 1973 und 1974 wieder im Doppel mit seinem Bruder. Bei den Malta International 1975 und 1976 gewann er jeweils zwei Titel.

## Sportliche Erfolge
| Saison | Veranstaltung                   | Disziplin    | Platz | Name                        |
| ------ | ------------------------------- | ------------ | ----- | --------------------------- |
| 1971   | Österreich: Einzelmeisterschaft | Herrendoppel | 1     | Alfred Hofer / Dieter Hofer |
| 1972   | Österreich: Einzelmeisterschaft | Herreneinzel | 1     | Alfred Hofer                |
| 1973   | Österreich: Einzelmeisterschaft | Herrendoppel | 1     | Alfred Hofer / Dieter Hofer |
| 1974   | Österreich: Einzelmeisterschaft | Herrendoppel | 1     | Alfred Hofer / Dieter Hofer |
| 1975   | Malta International             | Mixed        | 1     | Alfred Hofer / Pat Smiles   |
| 1975   | Malta International             | Herrendoppel | 1     | Alfred Hofer / Dieter Hofer |
| 1976   | Malta International             | Mixed        | 1     | Alfred Hofer / Pat Smiles   |
| 1976   | Malta International             | Herreneinzel | 1     | Alfred Hofer                |